# Grünwalder Stadion
Il Grünwalder Stadion (per esteso Städtisches Stadion an der Grünwalder Straße, ovvero "Stadio Comunale di Grünwalder Straße") è uno stadio calcistico della città di Monaco di Baviera, in Germania. Si trova nel distretto di Untergiesing-Harlaching, nella periferia meridionale del territorio municipale.
Costruito nel 1911 dal Monaco 1860, è stato distrutto dai bombardamenti durante la seconda guerra mondiale e ricostruito interamente nel 1948. Nella sua storia è arrivato a contenere fino a circa 60 000 persone (record stabilito il 14 marzo 1948 in occasione della sfida tra Monaco 1860 e Norimberga): la sua capienza è stata in seguito diminuita fino a 15 000 spettatori.
I Leoni lo usano come terreno di gioco fino al 1995 e nella stagione 2004-2005; ci giocano anche i concittadini del Bayern, nel periodo che va dal 1926 al 1972.
Successivamente le due squadre si trasferiscono nel più capiente Olympiastadion, e poi nella più moderna Allianz Arena; lo stadio viene quindi destinato alle partite dalle squadre riserve delle due compagini cittadine. Dal 2013 ospita anche il Fußball-Club Bayern München Frauenfußball, la squadra di calcio femminile del Bayern. Nella stagione 2017-18 la prima squadra del Monaco 1860 è tornata a giocarvi essendo terminato l'accordo esistente con il Bayern Monaco per continuare ad utilizzare l'Allianz Arena.
L'impianto ha ospitato anche le partite casalinghe della squadra di football americano dei Munich Thunder nella stagione 1994.